# Марянтув (Турецький повіт)
Марянтув (пол. Mariantów) — село в Польщі, у гміні Владиславув Турецького повіту Великопольського воєводства.
Населення — 332 особи (2011).
У 1975-1998 роках село належало до Конінського воєводства.

## Демографія
Демографічна структура станом на 31 березня 2011 року:
|          | Загалом | Допрацездатний вік | Працездатний вік | Постпрацездатний вік |
| -------- | ------- | ------------------ | ---------------- | -------------------- |
| Чоловіки | 177     | 50                 | 110              | 17                   |
| Жінки    | 155     | 36                 | 93               | 26                   |
| Разом    | 332     | 86                 | 203              | 43                   |